# Sandro Gamba
Pour les articles homonymes, voir Gamba (homonymie).
Alessandro Gamba, connu sous le diminutif de « Sandro » Gamba (né le 3 juin 1932 à Milan, dans le Lombardie, dans le nord de l'Italie) est un joueur et entraîneur italien de basket-ball.

## Biographie
Sandro Gamba remporte dix titres de champions d'Italie en tant que joueur et est capitaine de l'équipe d'Italie aux Jeux olympiques 1960. Gamba arrête sa carrière de joueur en 1965, pour devenir entraîneur. Il dirige successivement l'Olimpia Milan (1965-1973), Varese (1973-1977), Auxilium Pallacanestro Torino (1977-1980) et la Virtus Bologne (1985-1987).  
De 1979 à 1992, et excepté un break entre 1985 et 1987, Gamba est sélectionneur de l'équipe d'Italie, dirigeant la sélection lors des Jeux olympiques 1980, gagnant la médaille d'argent, des Jeux olympiques 1984, 1988 et Jeux olympiques 1992, ainsi qu'à sept championnat d'Europe, remportant le titre européen en 1983, la médaille de bronze en 1985 et la médaille d'argent en 1991.  
Gamba est intronisé au Basketball Hall of Fame en 2006.   